# Franček Kovačec
Franček Kovačec, inženir konstrukter, univerzni profesor, * 22. julij 1910 Čagona,  † 20. november 1983 Ljubljana,

## Življenje
Po končani osnovni šoli v Cerkvenjaku je obiskoval  meščansko šolo v  Mariboru, leta 1930 končal  Tehniško srednjo šolo v Ljubljani, nato pa se odpravil študirat na Visoko tehniško šolo v Brno na  Češkem. Tam je leta 1935 diplomiral iz  strojništva leto kasneje pa še iz  elektrotehnike. Najprej je bil zaposlen v Kranjski industrijski družbi na Jesenicah, nato pa do začetka  druge svetovne vojne v Splošni stavbeni družbi (Metalni) v Mariboru. V času vojne je delal v nemški tovarni letalskih motorjev v Mariboru, takoj po vojni pa je postal tehnični direktor mariborske Tovarne avtomobilov in motorjev.
Že od leta 1946 je predaval kot izredni profesor strojeslovje na Tehniški fakulteti v Ljubljani, kjer je imel v letih 1955−1980 naziv rednega  profesorja. Več let je predaval tudi kmetijsko strojeslovje na Biotehniški fakulteti. Leta 1981 je dobil naslov zaslužnega profesorja Univerze v Ljubljani.

## Delo
V jugoslovanskem prostoru je po drugi svetovni vojni zaslovel kot odličen konstruktor velikih transportnih naprav in dvigal za potrebe večjih industrijskih obratov, za hidroelektrarne in pristanišča. S svojimi konstrukterskimi zamisli je sodeloval pri gradnji vsaj 300 objektov; mednje spadajo elektrarne na Dravi, novejše jugoslovanske železarne (npr. Smederevo), Luka Koper, in Luka Rijeka ter drugod.